# ミルバンク刑務所

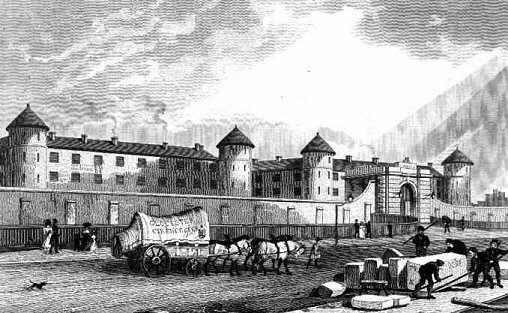
Millbank Prison in the 1820s.

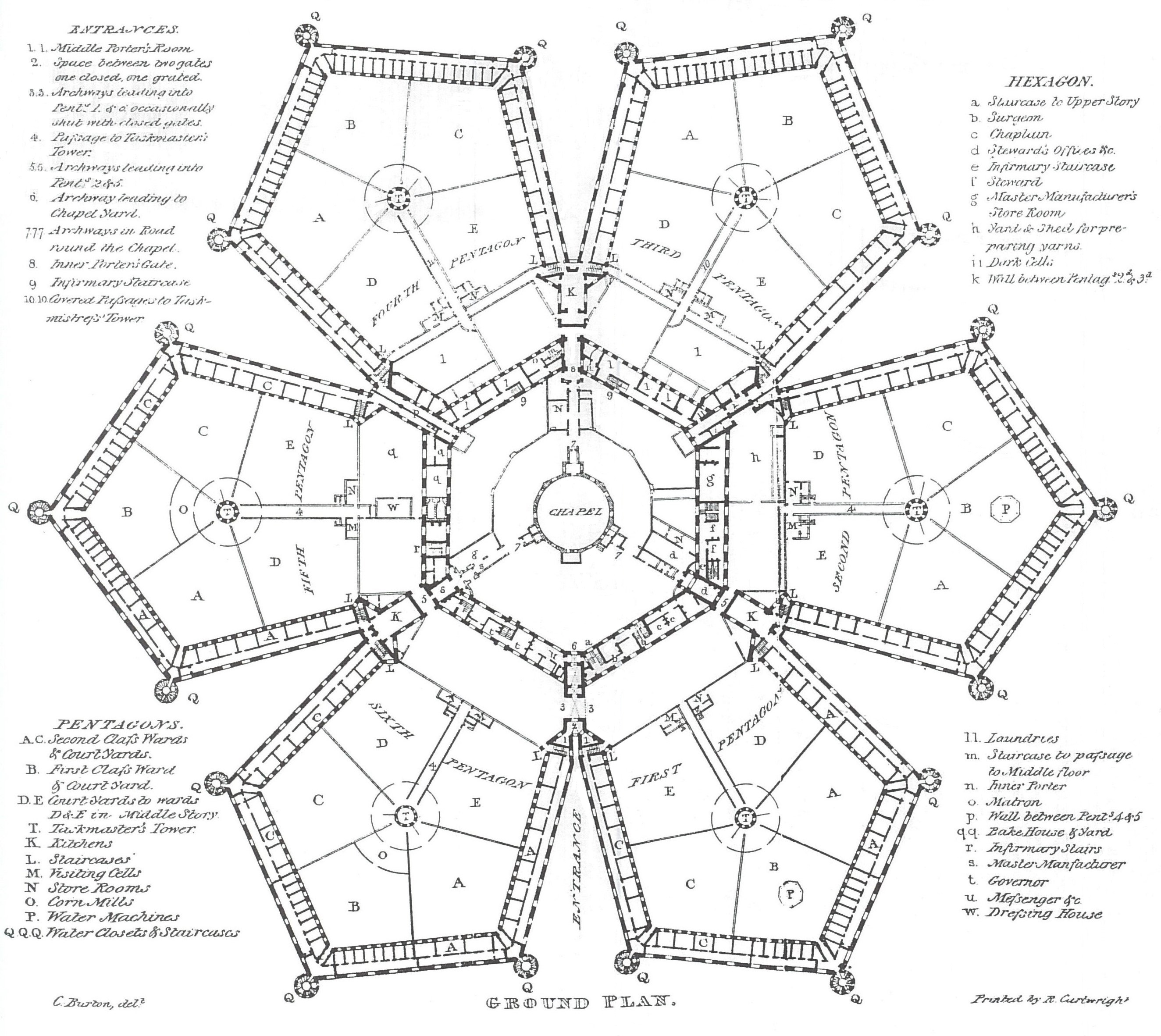
Plan of Millbank Prison.

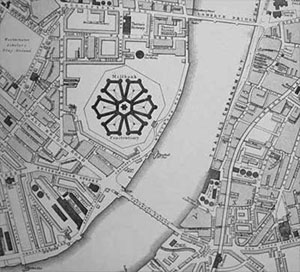
This 1867 map shows the form and location of the prison.

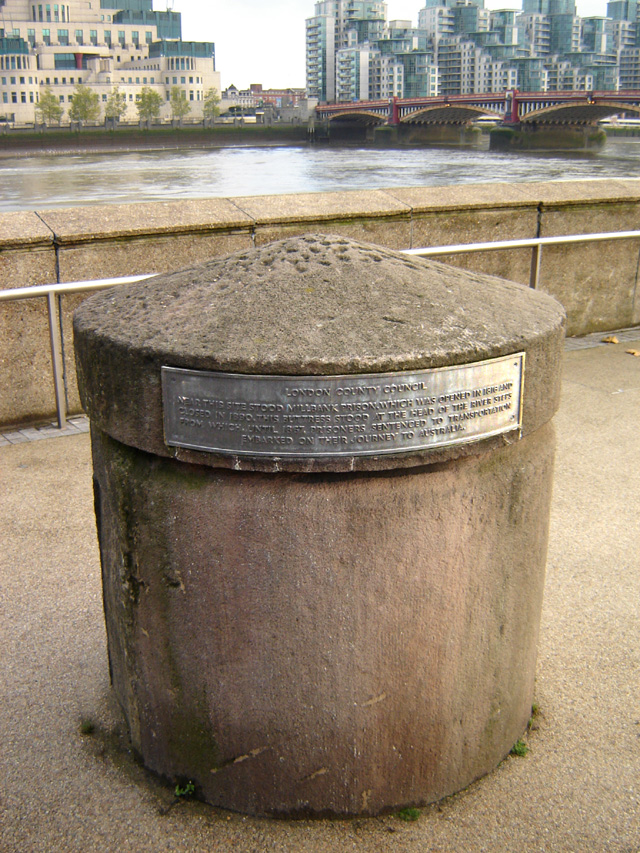
Remaining bollard.

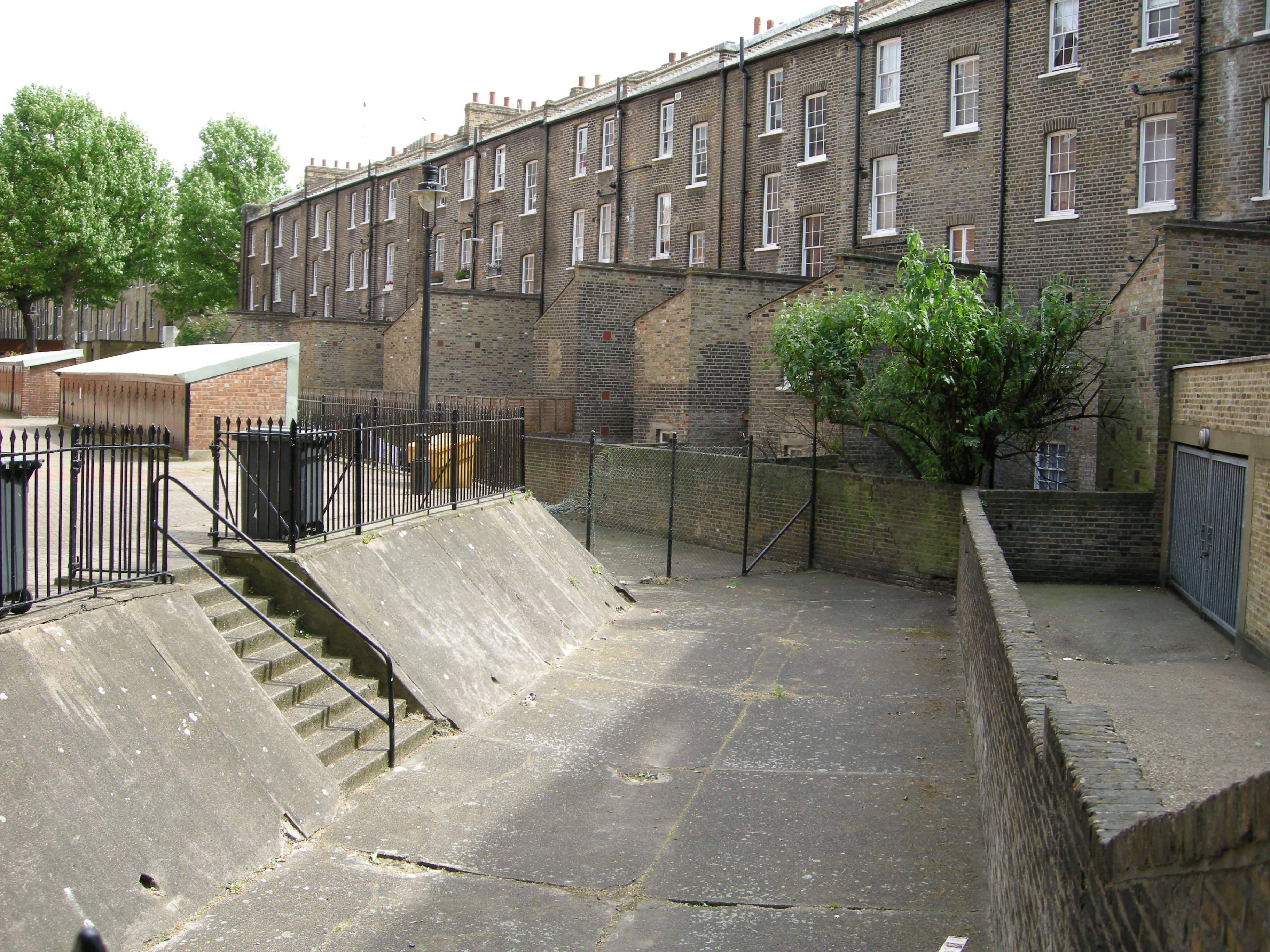
Surviving perimeter ditch.

ミルバンク刑務所（英:Millbank Prison）は、1816年から1890年にかけて運営された刑務所。英国ロンドンミルバンク地区に位置した。オーストラリアへの流罪者が生活していた。

## 年表
- 1799年、パノプティコン刑務所の建設のための土地を、国王代理としてジェレミー・ベンサムが購入
- 1812年、パノプティコン型ではない、建設案を募集。応募者43名のうち、サンドハースト王立陸軍士官学校のウィリアム・ウィリアムズ（William Williams）の案が基本デザインとして選考され、トーマス・ハードウィック（Thomas Hardwick）により設計が進められる。
- 1815年、トーマス・ハードウィックは離職、ロバート・スマーク（Robert Smirke）着任
- 1816年6月26日、囚人が到着、生活を開始
- 1817年、被収容者数：212人（男性103人、女性109人）
- 1821年、竣工
- 1822年、被収容者数：778人（男性452人、女性326人）
- 1842年、ペントンヴィル刑務所（Pentonville 開所）
- 1870年、軍事収容所として使用
- 1890年、閉鎖
- 1892年、解体
- 1897年、跡地にテイト・ブリテン博物館開館
- 2005年、監獄の煉瓦を再利用し、跡地にチェルシー・カレッジ・オブ・アート・アンド・デザイン開校

## 文献
- Arthur George Frederick Griffiths, Memorials of Millbank, and Chapters in Prison History, 2 vols, London, 1875.
- George Peter Holford, An Account of the General Penitentiary at Millbank, London, 1828.
- Henry Mayhew and John Binny, The Criminal Prisons of London and Scenes of Prison Life, London, 1862 (Chapter 5).
- Simon Thurley, Lost Buildings of Britain, London: Viking, 2004.
- The Nuttall Encyclopaedia, Millbank Prison.
- The Princess Casamassima 1886年、ヘンリー・ジェイムズ
- Affinity 1999年、サラ・ウォーターズ